# Tentative d'assassinat d'Abdallah Hamdok
 (mars 2020).
La tentative d'assassinat d'Abdallah Hamdok est une attaque à la bombe ayant tentée d'assassiner le premier ministre soudanais Abdallah Hamdok le 9 mars 2020 dans le quartier de Kober, à Khartoum, la capitale du Soudan.

## Contexte
En août 2019, Abdallah Hamdok a été nommé à la tête du gouvernement de transition du Soudan, quelques mois après le renversement du président Omar el-Bechir. Il a affirmé lors de sa nomination que l'une de ses principales priorités est de résoudre la crise économique du Soudan. Il a été nommé par le Conseil Souverain du Soudan, composé de six civils et cinq officiers militaires, pour diriger une transition de trois ans vers un régime civil après l'éviction d'Omar el-Bechir.

## Déroulement
Un engin explosif artisanal posé sur le bord de la route a explosé au passage de la voiture du premier ministre Abdallah Hamdok. Plusieurs véhicules ont été touchés par l'explosion qui a été suivie de tirs.

## Bilan
Une personne du convoi a été légèrement blessée. Le premier ministre n'a pas été touché par l'explosion.

## Enquête
Des enquêteurs américains sont arrivés à Khartoum le 11 mars 2020 pour aider les autorités locales sur la tentative d'assassinat. Un certain nombre de suspects, dont des étrangers, ont été arrêtés

## Réactions
- Le premier ministre a indiqué sur Twitter "Je veux rassurer le peuple soudanais que je me porte bien et que ce qui s’est passé n’arrêtera pas la marche  sur la voie du changement".